# Legoland

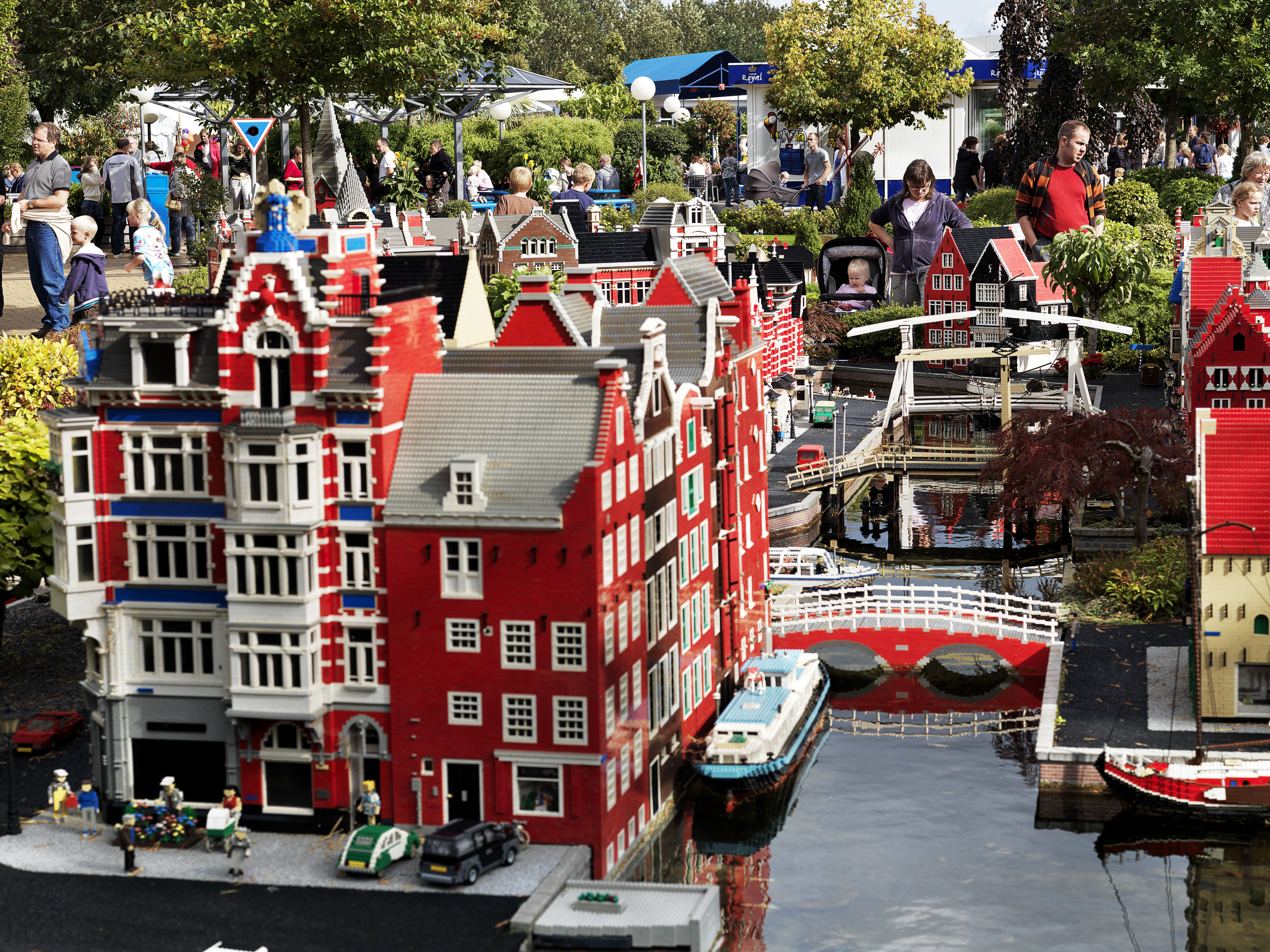
Amsterdam i miniatyr i Legoland Billund.

Legoland är temaparker med leksakssystemet Lego som tema, delvis i form av miniatyrpark.
Legoland i Billund i Danmark var under lång tid den enda nöjesparken med Lego-tema. Mellan 1973 och 1976 fanns det ett Legoland i Sierksdorf i Västtyskland. Under 1990-talet började Lego att bygga fler Legoparker och numera finns även Legoparker i USA, Storbritannien, Dubai, Malaysia, Tyskland, Sydkorea och Japan. Legos bristande lönsamhet gjorde att man 2005 sålde Legoland-parkerna till 70 procent till den amerikanska investmentfirman Blackstone Group. Företaget har dock haft en stark utveckling de senaste åren och kommit tillbaka med en rad nya produkter såsom Hero Factory, Chima, Star Wars och Friends.

## Parker
1. Billund
2. Windsor
3. Kalifornien
4. Florida
5. New York
6. Tyskland
7. Malaysia
8. Dubai
9. Japan
10. Korea

### Legoland Billund (Danmark)
55°44′10″N 9°7′32″Ö / 55.73611°N 9.12556°Ö 

Det första och största Legoland är beläget i Billund där Lego kommer ifrån och har sitt huvudkontor. Parken öppnades 1968. Legoland är byggt av cirka 80 miljoner Legobitar.

### Legoland Windsor (Storbritannien)
51°27′50″N 0°39′0″V / 51.46389°N 0.65000°V 

Legoland Windsor var det andra Legolandet när den öppnades i Windsor utanför London 1996. Den ligger på samma område som Windsor Safari Park. 

### Legoland i USA

#### Legoland Kalifornien
33°7′40″N 117°18′40″V / 33.12778°N 117.31111°V 

Legoland California var det första Legolandet utanför Europa. Det öppnade 1999 och ligger norr om San Diego.

#### Legoland Florida
Legoland Florida resort är det andra Legoland i USA. Det ligger mellan städerna Tampa och Orlando. Anläggningen öppnade 2011.

#### Legoland New York
Legoland New York var planerat att öppna sommaren 2020 men på grund av Covid-19-pandemin skedde öppningen först 29 maj 2021 utanför New York.

### Legoland Tyskland
48°25′28″N 10°18′4″Ö / 48.42444°N 10.30111°Ö

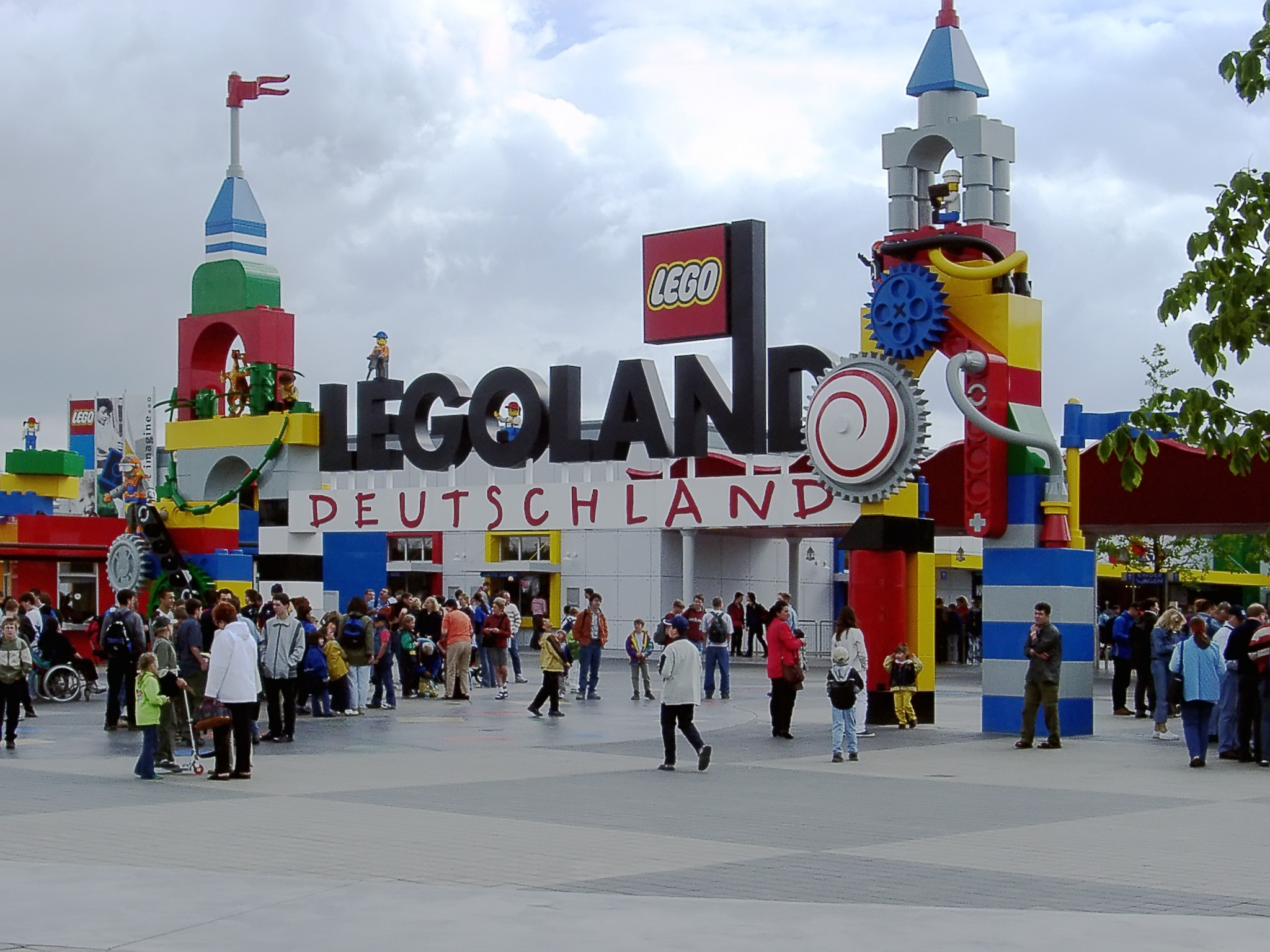
Legoland Tyskland.

Legoland Deutschland ligger i staden Günzburg i Bayern och är världens näst största Legoland. Parken öppnades 2002 och besöks varje år av omkring 1,4 miljoner människor. Här har man bland annat byggt upp Tysklands storstäder och Allianz Arena i Lego.

### Legoland Malaysia
1°25′30″N 103°37′38″Ö / 1.42500°N 103.62722°Ö
Legoland Malaysia öppnade 15 september 2012.

### Legoland Dubai
Legoland Dubai är det första Legoland i Mellanöstern och öppnades 2016. Anläggningen är placerad strax väster om flygplatsen Al Maktoum International Airport.

### Legoland Japan
35°03′02″N 136°50′36″Ö / 35.05056°N 136.84333°Ö
Legoland Japan ligger i stadsdelen Minato-ku i Nagoya. Parken öppnades 1 april 2017. 

### Legoland Korea
37°53′2″N 127°41′49″Ö / 37.88389°N 127.69694°Ö
Legoland Korea ligger på en ö i sjön Uiamho i staden Chuncheon och är första Legoland som ligger på en egen ö. Parken öppnade 5 maj 2022.